# ویلهم ویلهمسن
ویلهم ویلهمسن (انگلیسی: Wilh. Wilhelmsen) شرکت ترابری و لجستیک نروژی است، که در سال ۱۸۶۱ تأسیس شد.